# Abteilungsreiten

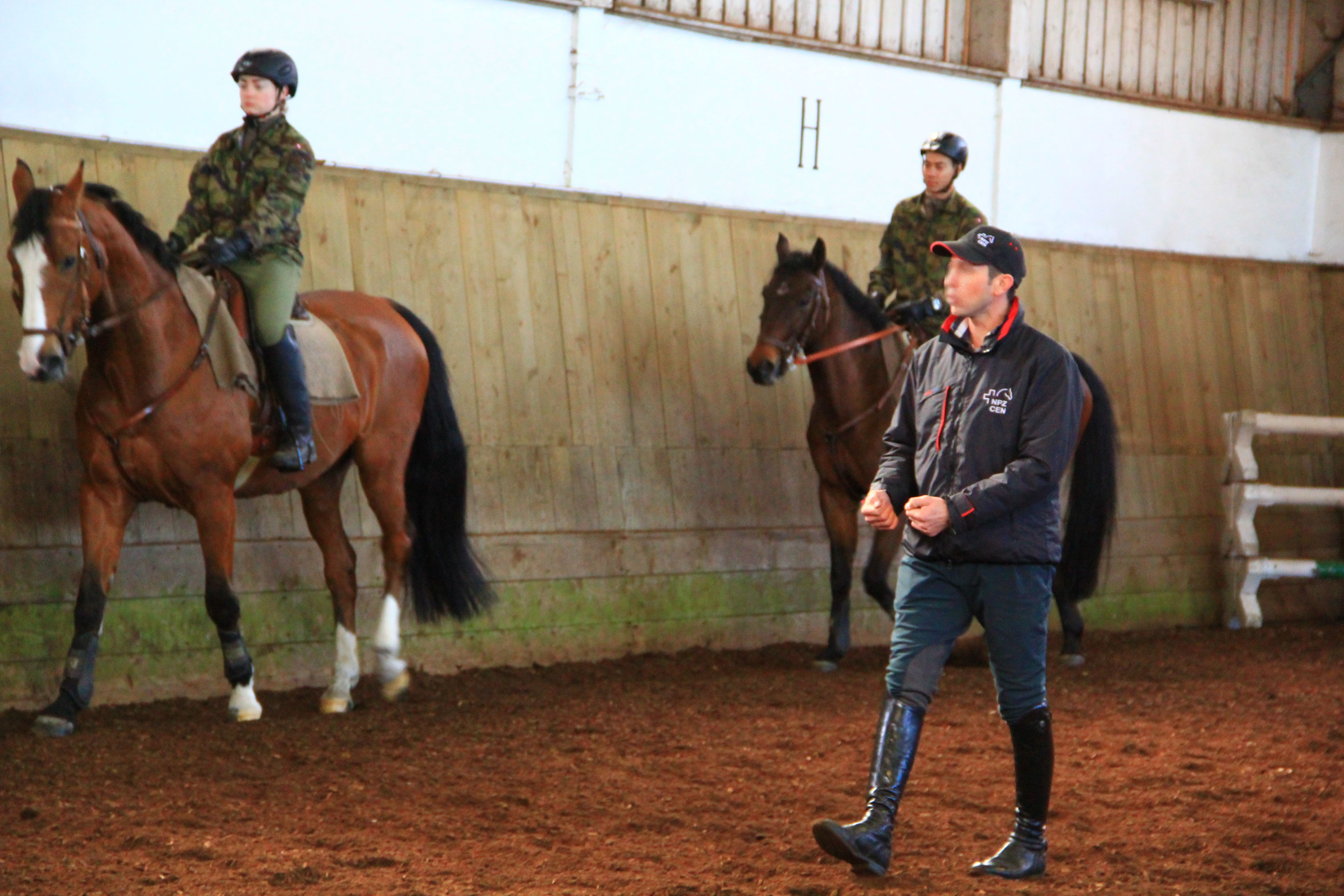
Abteilungreiten zur Ausbildung von Reitern und Reiterinnen mit einer Pferdelänge Abstand, Nationales Pferdezentrum Bern, 2017

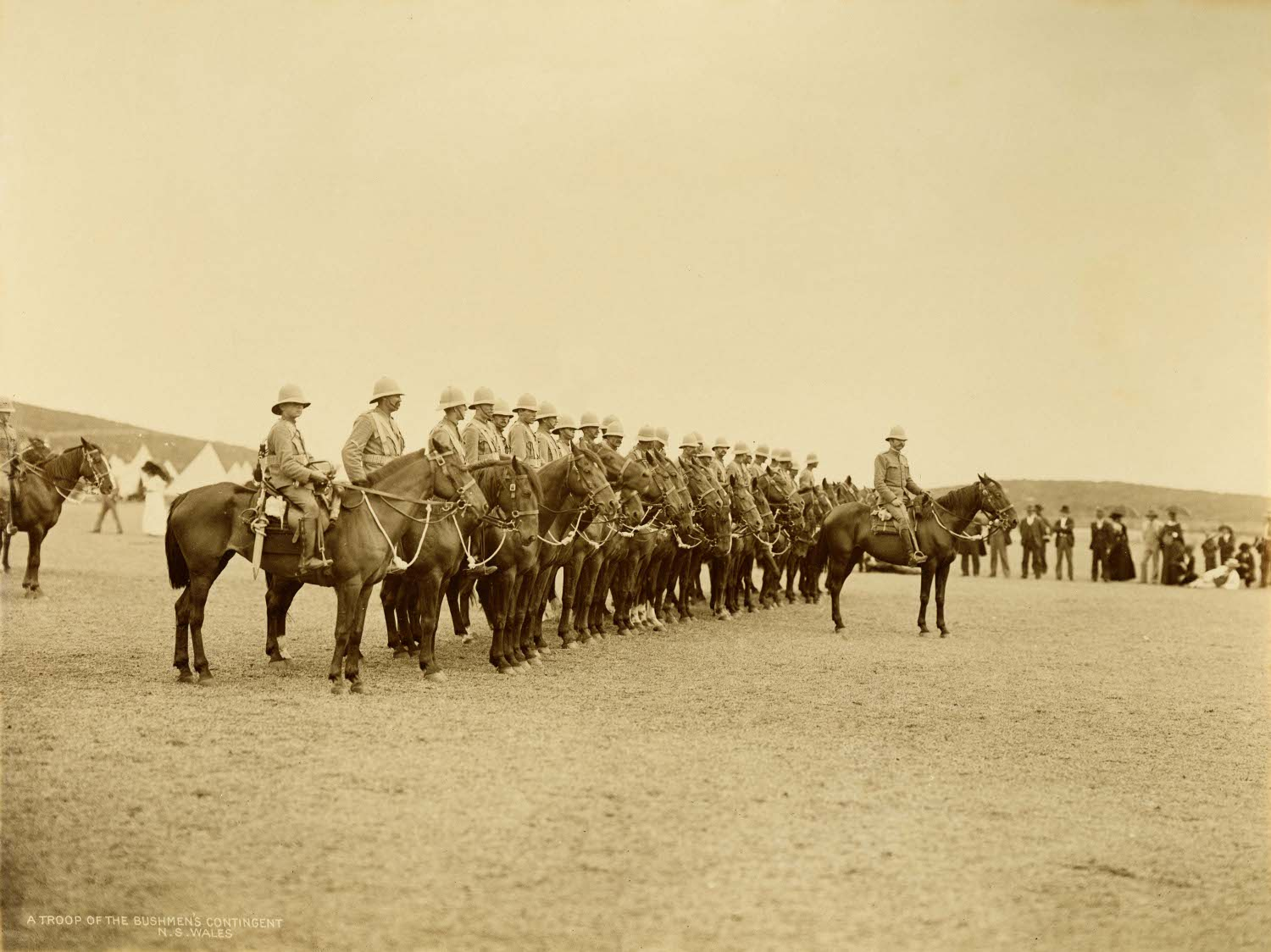
Aufmarschierte militärische Abteilung, Australien, um 1900

Das Abteilungsreiten ist Dressurreiten in der Gruppe nach festgelegten Regeln. Die „Tête“ macht den Anfang und alle anderen folgen  hinter ihr her. Die Leitung der Abteilung übernimmt entweder eine Person vom Boden, oder die „Tête“ gibt die Kommandos für die verschiedenen Gangarten, Hufschlagfiguren und Lektionen.
Das Abteilungreiten dient unter anderem der Ausbildung von Reitern und Reiterinnen in der Gruppe. Beim Abteilungsreiten wird der Ausbildungsstand des Pferdes überprüft. Es zeigt sich, ob es gelingt, Kommandos sicher auszuführen, in allen Gangarten den Abstand zu halten und das Pferd gelassen und gehorsam an jeder Position in der Abteilung zu reiten. Das Abteilungsreiten ist eine Vorbereitung für das Quadrillereiten.

## Abstände
In der Abteilung werden ein bis zwei Pferdelängen Abstand zum vorangehenden Pferd eingehalten. Das heißt, die Sprunggelenke des Vorderpferdes müssen gerade noch über die Ohren des Pferdes hinweg sichtbar sein. Die Abstände können entweder dadurch ausgeglichen werden, dass tiefer in die Ecken geritten wird, um Abstand zu gewinnen, oder abgerundet wird, um aufzuholen. Während der Corona-Pandemie wurden besonders auf die Abstände geachtet.

## Anweisungen
Zunächst wird das Ankündigungskommando gegeben. Nach einer kurzen Vorbereitungspause für die Halbe Parade folgt das Ausführungskommando „Marsch“, wenn alle Paare der Abteilung sich an einem geeigneten Punkt des Vierecks befinden. Daraufhin führen alle Paare die Lektion gleichzeitig aus. Das Ankündigungskommande beinhaltet, die Lektion und den Punkt an dem die „Tête“ sie ausführen soll und beim Wechsel der Gangart wird auch das Tempo, meistens Arbeitstempo, angegeben. Ein Kommando kann beispielsweise lauten: „Abteilung, im Arbeitstempo antraben.“ (Vorbereitungspause) „Marsch“.

## Turniere
Bei hohen Nennungszahlen können die Dressurprüfungen der Klassen E, A und L bei Turnieren als Abteilungsreiten in Abteilungen mit bis zu vier Paaren ausgeschrieben werden. Auch in Reiterwettbewerben kann bereits das Reiten in Abteilungen mit bis zu acht Paaren verlangt sein.